# Clavija septentrionalis
Clavija septentrionalis är en viveväxtart som beskrevs av Louis Otho Otto Williams. Clavija septentrionalis ingår i släktet Clavija och familjen viveväxter. Inga underarter finns listade i Catalogue of Life.